# Brzozów
Brzozów è un comune urbano-rurale polacco del distretto di Brzozów, nel voivodato della Precarpazia.
Ricopre una superficie di 104.82 km² e nel 2004 contava 26.143 abitanti.